# Žluť SY
Žluť SY (Sunset Yellow) je syntetické žluooranžové barvivo ze skupiny azobarviv, které se používá k dobarvování nápojů a mléčných výrobků. Jako potravinářská přídatná látka se označuje kódem E 110.
Při použití jako přídatná látka v potravinách může vyvolat alergii. Může mít vliv také na hyperaktivitu dětí a problémy s astmatem.

## Obecné informace
Produkce Žluti SY začala v USA už ve dvacátých letech 20. století a nyní se používá po celém světě. Jedná se o žlutooranžový prášek, který se využívá jako jedno z nejrozšířenějších barviv v potravinách. Toto barvivo je synteticky vyráběné a řadíme jej do skupiny azobarviv, stejně jako azorubin, čerň BN, hněď FK, amarant, červeň 2G, litolrubin BK a další. Žluť je často používána v kombinaci s amaranthem (barvivo E123), který produkuje hnědé zbarvení, čehož se využívá při výrobě čokolády nebo karamelu. Její účinky na organismus jsou stále zkoumány. U citlivých jedinců se ukázaly známky negativních účinků jako alergické reakce, průjem nebo zvracení. To naznačuje, že účinek barviv není u každého jednotlivce stejný - může se lišit podle dávky, věku, pohlaví, stavu výživy, genetického faktoru a také v době expozice.

## Použití ve světě
V zemích jako je Norsko, Finsko a Švédsko je používání žluti zakázáno a plánuje se její používání zakázat také ve Velké Británii. Hojně je barvivo využíváno například v USA nebo v Indii. V České republice je používání žluti povoleno, přičemž přijatelný denní příjem (ADI – acceptable daily intake) je 4 mg/kg tělesné hmotnosti na den.
JECFA a Vědecký výbor pro potraviny Evropské komise (SCF) stanovili na základě studie u potkanů pro žluť ADI 2,5 mg / kg tělesné hmotnosti a NOAEL 250 mg / kg. Vzhledem k novým studiím však EFSA snížil tuto hodnotu ADI na 1 mg / kg tělesné hmotnosti, což bylo založeno na výsledcích z 90denní studie u potkanů o dávkách odpovídajících 250 a 1500 mg / kg tělesné hmotnosti / den.
Avšak EFSA nedávno vyhodnotila nové informace z 28denní studie a celkové dostupné toxikologické databáze týkající se žluti a dospěl k závěru, že na základě NOAEL 375 mg / kg tělesné hmotnosti / den může stanovit novou hodnotu ADI na 4 mg / kg tělesné hmotnosti (EFSA, 2014). 

## Využití
Syntetická barviva se přidávají do výrobků kvůli barevnosti, což přitahuje zejména děti, které lákají potraviny typu gumoví medvídci, cukrátka, bonbony, čokoládové tyčinky, slazené nápoje, pekařské výrobky a žvýkačky. Jejich nadměrné konzumování se může projevit negativními účinky, konkrétně proběhla studie u dětí, která naznačovala možnou souvislost s projevy alergických reakcí, ekzémů nebo astmatu, avšak nebylo to prokázáno a spíše se tyto reakce týkaly citlivých jedinců. Dále můžeme Žluť SY nalézt například v pomerančovém želé, marcipánu, meruňkovém džemu, pomerančové marmeládě, citronovém krému, sýrových omáčkách, zmrzlině nebo v konzervovaných rybách. K jeho dalšímu využití patří také barvení léčiv, doplňků stravy, kosmetických přípravků nebo jako pigment v tiskařských barvách.

## Zdravotní účinky a bezpečnost
Mezi negativní možné účinky konzumace tohoto syntetického barviva u dospělých i u dětí patří alergické a pseudoalergické reakce, což může být zhoršeno u lidí, kteří již trpí astmatem nebo kopřivkou. Žluť SY se absorbuje z gastrointestinálního traktu pouze v malém rozsahu, a proto se většina podávané dávky ústy vylučuje stolicí. Pravděpodobně se pak dále rozštěpí střevní azo-redukcí. Moč obsahuje také převážně azo-redukční produkty (kyselina sulfanilová, kyselina 1-amino-2-nafto-6-sulfonová a N-acetylované formy). Je třeba poznamenat, že může dojít k systémové expozici volnými sulfonovanými aromatickými aminy, které mohou být odpovědné za následnou alergickou reakci na pokožce. Podobnou reakci také může vyvolat řada léčiv, do kterých se přidává žluť – příčinou může být křížová citlivost na kyselinu sulfanilovou. Mezi další možné negativní účinky patří otoky kůže, vyrážka, průjem, zvracení nebo podráždění žaludku. Může se podílet na nesnášenlivosti aspirinu. Tyto reakce patří ale spíše mezi vzácnější. Reakce na potravinářská barviva nepatří mezi IgE reakce (skutečný alergický typ), takže bývají někdy klasifikovány spíše jako potravinová intolerance než jako potravinová alergie. 
Podle studie ve Velké Británii, kdy dávali vědci skupině dětem směs umělých potravinářských barviv a aditiv, které obsahovaly mimo jiné také žluť SY, se ukázalo, že nadměrný příjem těchto barviv může také vyvolat poruchu pozornosti a hyperaktivitu. Výsledné informace byly předány Evropskému úřadu pro bezpečnost potravin (EFSA), díky čemuž proběhly další studie a následně byly Evropským parlamentem a radou (ES) nařízeny požadavky na označování potravin obsahující některá potravinářská barviva – mezi nimi je právě žluť SY (E110), chinolinová žluť SY (E104), azorubin (E122), tartrazin (E102), červeň Allura AC (E129) a ponceau 4R (E124).
Preklinické studie, prováděny většinou na myších, nepředložily žádný důkaz o tom, že je Žluť SY karcinogenní nebo genotoxická. Na rozdíl od známého kontaminantu téměř stejné barvy, Sudanu I (1- (fenylazo) -2-naftalenol), který je v mnoha zemích zakázán a studiemi se jeho karcinogenní a genotoxický účinek prokázal. Je tedy žádoucí, aby této látky bylo ve výše zmiňovaném barvivu co nejméně. Tento kontaminant najdeme stejně jako Žluť SY pod mnoha názvy, tudíž způsobuje zmatek v legislativě a oblasti výroby. Množství různých nečistot v barvivech se ovšem může lišit v závislosti na legislativě určitých zemí.

## Legislativa
Dle právních předpisů Evropské unie musí být všechny přídatné látky schváleny a povoleny před použitím v potravinách.
Řízení o registraci je zahájeno podáním oficiální žádosti Evropské komisi, která je složena z dokumentace k žádosti o látce obsahující údaje o navrhovaných způsobech použití a úrovních užívání. Komise poté zašle dokumentaci úřadu EFSA a požádá o posouzení bezpečnosti látky pro zamýšlené použití. Evropská komise poté rozhodne, zda látku povolí na základě hodnocení bezpečnosti EFSA. Povolení navrhovaných nových použití stávajících potravinářských přídatných látek se řídí stejným postupem.
Jakmile jsou tyto látky schváleny, jsou zahrnuty do seznamu povolených přídatných látek v EU stanoveném v nařízení Evropské komise (EC) 1333/2008, který rovněž stanoví jejich podmínky použití. Povolené potravinářské přídatné látky musí taktéž splňovat schválená kritéria čistoty stanovená v nařízení EU 231/2012.
V prosinci roku 2008 byly stávající právní předpisy sloučeny do čtyř zjednodušených předpisů, které se vztahují na všechny tzv. látky zlepšující potraviny (potravinářské přídatné látky, potravinářské enzymy, látky určené k aromatizaci). Nařízení EC 1331/2008 zavádí pro tyto látky společný postup schvalování. Nařízení ES č. 1333/2008 o potravinářských přídatných látkách stanovilo seznam Unie schválených potravinářských přídatných látek, který byl úplně zveřejněn v nařízení EU 1129/2011. 